# Stephen Sauvestre
Charles Léon Stephen Sauvestre (Bonnétable, 26 december 1847 - Parijs, 18 juni 1919) was een Frans architect. 
Hij werd geboren in het departement Sarthe als zoon van Nicéphore-Charles Sauvestre en Claire Clairian, beiden onderwijzer. Het gezin verhuisde naar Parijs toen Stephen nog maar een jaar oud was. Zijn vader werd journalist.
Hij studeerde cum laude af aan de École spéciale d'architecture (ESA) in 1868. In 1869 ontving hij een ereteken van het Parijse salon voor een studie over de Mont Saint-Michel die hij samen met Gautier, een studiegenoot van de ESA, afwerkte.
Voor de Wereldtentoonstelling van 1878 maakte hij in opdracht van zijn werkgever Gustave Eiffel een paviljoen voor de Parijse gasmaatschappij. Voor de Wereldtentoonstelling van 1889 werkt hij vanaf 1884 mee aan de Eiffeltoren. Waar Maurice Koechlin en Émile Nouguier eerder het bouwkundig aspect op zich namen en zorgden voor de technieken en stabiliteit, nam Sauvestre eerder het artistiek gedeelte van het ontwerp voor zich.
Sauvestre ontwierp ook woonhuizen en villa's. Tussen 1884 en 1912 werkte hij veelvuldig voor de familie Menier, industriëlen.
- Bibliothèque nationale de France: cb15150099z (data)
- Gemeinsame Normdatei: 1119752485
- International Standard Name Identifier: 0000 0000 6975 4485
- Library of Congress Control Number: no2016010376
- Base Léonore: LH//2468/52
- Système universitaire de documentation: 166782599
- Union List of Artist Names: 500186104
- Virtual International Authority File: 96680614
- WorldCat: E39PBJvxppMdygDGHVDxHQcQMP